# ロージャー
『ロージャー』（原題：Roja）は、1992年に公開されたインドのロマンティック・スリラー映画。マニラトナムが監督を務め、アルヴィンド・スワーミ、マドゥーが出演している。映画は『マハーバーラタ』におけるサヴィトリとサティアヴァンの関係を基にしている。国家映画賞のナルギス・ダット賞 国民の融和に関する長編映画賞を含む3つの賞を受賞し、第18回モスクワ国際映画祭で最優秀作品賞にノミネートされるなど国際的にも高い評価を得た。タミル語、ヒンディー語、テルグ語の市場で興行的成功を収めた。

## あらすじ
ロージャーは、南インドの田舎に住む素朴な村娘。あるとき、姉の見合い相手として、リシクマール（リシ）という男が都会からやって来た。しかし姉には既に恋仲の青年がおり、妹のロージャーが代わりにリシと結婚することになる。当初ロージャーは、夫側が一方的に姉との見合い話を蹴ったと誤解しており 快く思っていなかったが、真相を知り、少しずつ打ち解けていく。
そんな中、政府機関で働いていた夫に、カシミール地方にある陸軍通信センターへの赴任が命じられる。南インドから、雪景色の山岳地帯が広がる別天地へやって来た新婚夫婦は、興奮し大自然の中で戯れる。ところが、カシミールの分離独立を掲げるテロリストによって夫のリシが拉致されたことから、ロージャーの生活は一変する。タミル語の地域出身でヒンディー語が解らず苦労するロージャーだが、夫の救出を求め、必死で政治家や軍隊など各方面へ掛け合い奔走する。

## キャスト
- リシクマール - アルヴィンド・スワーミ
- ロージャー - マドゥー（英語版）
- ラヤッパ大佐 - ナーサル
- アチュ・マハラージ - ジャナガラージュ（英語版）
- リアクァト - パンカジ・カプール
- ワシム・カーン - シヴァ・リンダニ（英語版）
- シェンバガム - ヴァイシュナヴィ（英語版）
- リシクマールの母 - サティヤプリヤー（英語版）
- ロージャーの父方の祖母 - ヴァトサラ・ラージャゴーパール（英語版）
- チャンドラムールティー - S・V・ヴェンカタラマン
- 村の長老 - C・K・サーラスワティ（英語版）（カメオ出演）
- 「Rukkumani Rukkumani」シーン登場 - ラージュ・スンダラム（英語版）（アイテム・ナンバー）

## 製作

### 企画

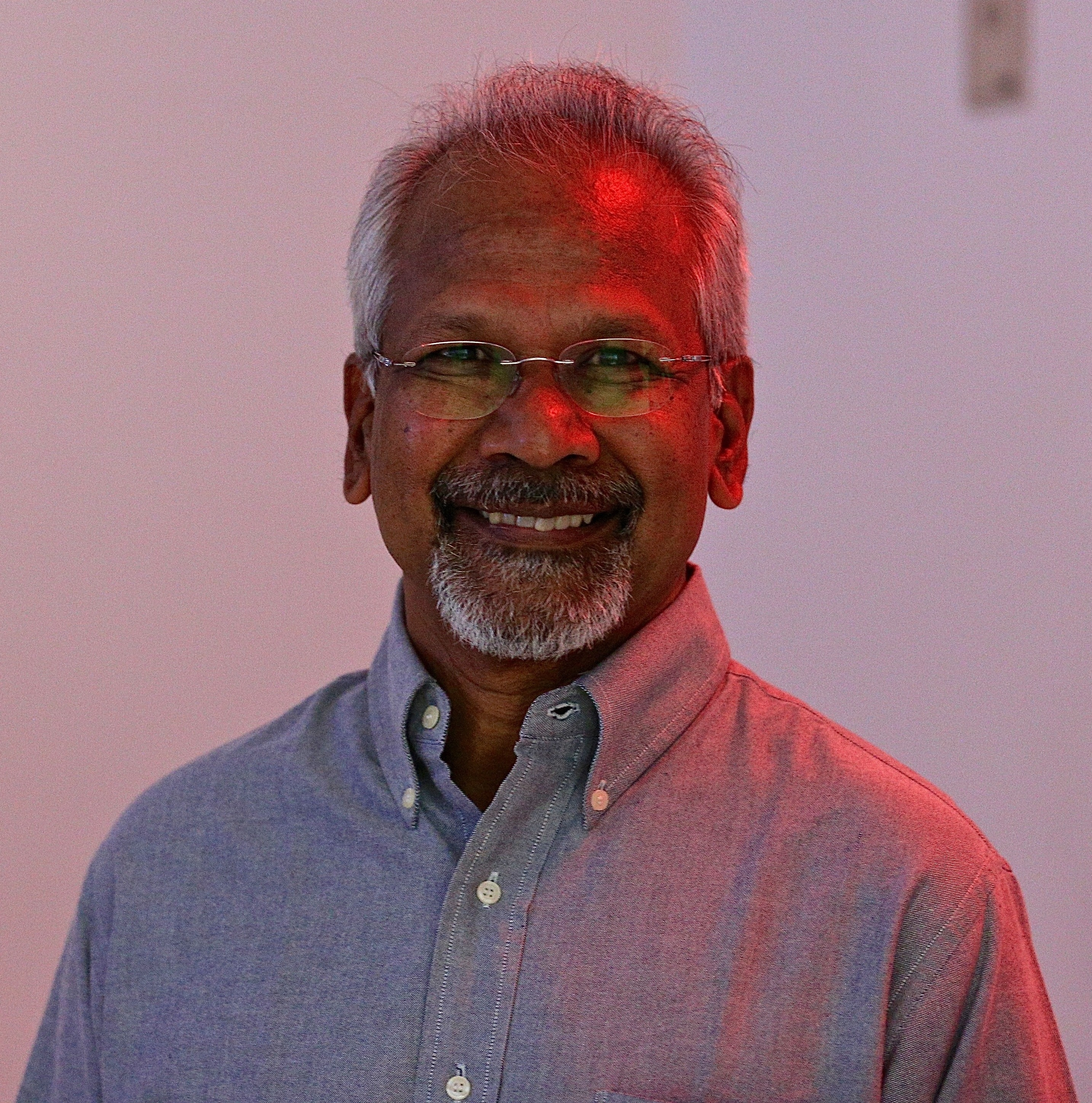
マニラトナム

映画はシュリーナガルで実際に発生したエンジニア誘拐事件と、夫を救出しようとした妻の話を基に製作された。彼女はテロリストに公開文書を書いており、書面の内容は映画の中で刑務所のワシム・カーンに対して発した言葉と同様のことが書かれ、テロリストの良心に訴えかけていた。マニラトナムによると、映画は彼女の窮状を基にしており、脚本の残りの部分は刑務所のシーンに向かって作られたという。
マニラトナムは『Anjali』製作中に『ロージャー』の概要をキッティに伝え、彼に監督を務めるように打診したが、彼は自分のやりたい仕事があったため辞退した。映画について尋ねてきたK・バーラチャンダルにマニラトナムは詳細を伝えたことで、企画が動き出した。マニラトナムはバーラチャンダルと共同で企画を進め、映画業界に入るきっかけとなったバーラチャンダルとの仕事を喜び、自身が手がける最高の作品にしたいと願っていた。バーラチャンダルは話を聞いて即座にマニラトナムの企画に賛同したが、映画のタイトルが傷んだビンロウと同じような響きに聞こえるとして嫌っていた。マニラトナムはカシミールの「綺麗な薔薇には棘がある」という側面を表している「ロージャー」がタイトルに相応しいと考えており、代替案として「Irudhi Varai」を提案したが、バーラチャンダルは最終的に「ロージャー」のタイトルを受け入れた。
『ロージャー』はマニラトナムが初めてステディカムを使用した作品であり、テロリストの隠れ家を撮影する際に使用された。少額の予算しか集めることができず、スタッフもそのことを理解して少額の賃金で製作に参加し、音楽監督には新人のA・R・ラフマーンが起用された。映画の題材になったカシミールについても、当時のタミル人にとっては馴染みの薄い事柄だった。マニラトナムは『ロージャー』について「多少の実験」と呼んでいた。また、インドの政治背景と人間関係を描いた最初の作品となり、後年同様の題材を用いて『ボンベイ』『ディル・セ 心から』を続けて製作した。『ロージャー』はサヴィトリとサティアヴァンを現代的にアレンジして取り入れている。マニラトナムによると、映画は元々政治映画にする予定はなかったが「これはインドが変化へと進む段階であり、そのことが私に影響を及ぼし、自分の仕事への道を示した」として政治映画にしたと語っている。

### キャスティング
主役にはマニラトナム監督作品『ダラパティ 踊るゴッドファーザー』で俳優デビューしたアルヴィンド・スワーミが起用された。ヒロイン役にはアイシュワリヤーが検討されていたが、彼女はスケジュールの都合でオファーを辞退したためマドゥーが起用された。後にオファーの辞退はアイシュワリヤーの祖母が行ったものだと判明し、アイシュワリヤーは映画に出演できなかったことを深く後悔したという。マニラトナムはカシミールの女性役にカリシュマ・カプールを起用しようと考えていたが、「タミル語映画に起用するには出演料が高額過ぎる」ため断念したという。ヴァイシュナヴィはロージャーの妹役として起用された。

### 撮影
マニラトナムはカシミールでの撮影を計画していたが、同地でテロ事件が発生したため別の場所で撮影せざるを得なくなった。撮影はクーヌール、ウダカマンダラム、マナリで行われた。撮影監督のサントーシュ・シヴァンによると、脚本段階で多くのイメージが書き込まれたという。カシミールに雪が降ることも脚本の段階で書き込まれた。「Chinna Chinna Aasai」のシーンはホゲナカル滝とコータラムで撮影された。ヒンディー語吹替版ではスワーミの声をシャクティ・シンが演じており、マドゥーは本人がそのまま担当している。撮影期間は60日前後で終了した。

## 作品のテーマ
ジャンプ・カットのクムダン・マデリャは、映画は「中流階級ヤッピーの主人公の国家主義の情熱」を称賛し、「カシミールの反国家共同主義テロリスト」をインド全体への脅威として位置付けていると指摘している。作詞家として製作に参加したヴァイラムトゥは、映画の「緊張とアクションが詰まった内容」が「詩的」なタイトルと対照的だと感じていたという。

## 評価

### 批評
『ロージャー』は愛国主義的なテーマが広く受け入れられた。ニュー・ストレーツ・タイムズのK・ヴィジャヤンは「監督の下でアルヴィンドとマドゥーはベストを尽くしました……サントシュ・シヴァンの優れた撮影技法は、私たちが村を見る際に抱く美しさを作りました。また、カシミールの雪に覆われた山々や花の茂った谷も見られます」と批評している。インディアン・エクスプレスのマリーニ・マンナトは映画をジェリー・レイヴィン誘拐事件を題材にした『Held Hostage』のインド版と表現した。彼女はアルヴィンドの演技を「凛々しくて自然としたもの」と称賛した。また、夫の救出を訴えるシーンのマドゥーの演技を称賛した。

### 受賞・ノミネート
| 映画賞                                  | 部門                                            | 対象             | 結果       | 出典          |
| --------------------------------------- | ----------------------------------------------- | ---------------- | ---------- | ------------- |
| 第40回国家映画賞                        | 音楽監督賞                                      | A・R・ラフマーン | 受賞       | [ 36 ]        |
| 第40回国家映画賞                        | 作詞賞                                          | ヴァイラムトゥ   | 受賞       | [ 36 ]        |
| 第40回国家映画賞                        | ナルギス・ダット賞 国民の融和に関する長編映画賞 | ロージャー       | 受賞       | [ 36 ]        |
| 第40回フィルムフェア賞 南インド映画部門 | タミル語映画部門作品賞                          | ロージャー       | 受賞       | [ 37 ] [ 38 ] |
| 第40回フィルムフェア賞 南インド映画部門 | タミル語映画部門音楽監督賞                      | A・R・ラフマーン | 受賞       | [ 37 ] [ 38 ] |
| タミル・ナードゥ州映画賞                | 作品賞                                          | ロージャー       | 受賞       | [ 39 ]        |
| タミル・ナードゥ州映画賞                | 監督賞                                          | マニラトナム     | 受賞       | [ 39 ]        |
| タミル・ナードゥ州映画賞                | 音楽監督賞                                      | A・R・ラフマーン | 受賞       | [ 39 ]        |
| タミル・ナードゥ州映画賞                | 特別賞                                          | マドゥバーラー   | 受賞       | [ 39 ]        |
| タミル・ナードゥ州映画賞                | 女性プレイバックシンガー賞                      | ミンミニ         | 受賞       | [ 39 ]        |
| シャンタラム賞                          | 監督賞                                          | マニラトナム     | 受賞       | [ 39 ]        |
| 第18回モスクワ国際映画祭                | 作品賞                                          | マニラトナム     | ノミネート | [ 40 ]        |